# Fluidisering

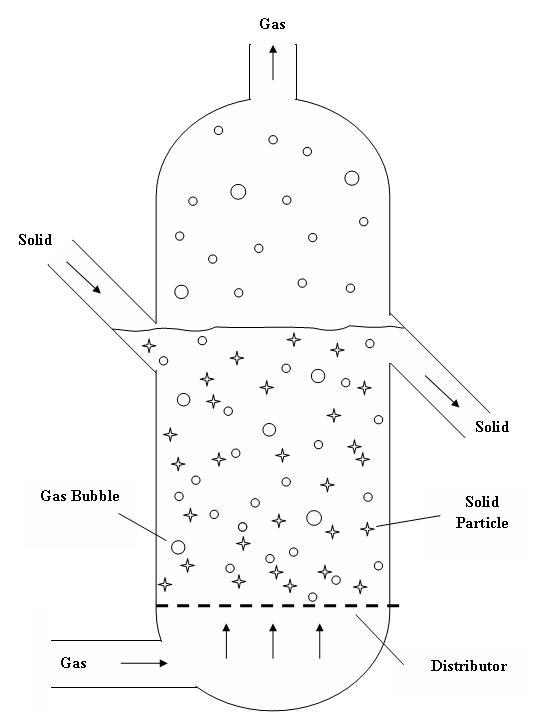
Schematisk skiss av en fluidiserad bädd i en reaktor.

Fluidisering är en process där ett system av (makroskopiska) partiklar av fast material (till exempel sand) omvandlas från ett statiskt tillstånd till ett dynamiskt fluid-liknande tillstånd. Processen äger rum då en vätska eller en gas passerar genom en bädd av partiklar.

## Egenskaper
En fluidiserad bädd uppträder som en fluid, ungefär som vatten i en hink: bädden antar formen av sin behållare, ytan är vinkelrät mot gravitationen, kroppar med lägre densitet än den fluidiserade bädden flyter på ytan medan tyngre kroppar faller mot behållarens botten. När partiklarna är fluidiserade kan de transporteras genom rör utan att behöva transporteras på ett mekaniskt sätt.
När en fluid passerar genom botten av en bädd av fasta partiklar kommer den att röra sig uppåt genom bädden genom de tomma utrymmen som finns mellan partiklarna. Vid låga fluidhastigheter kommer luftmotståndet mot partiklarna att vara lågt och bädden att förbli i ett statiskt tillstånd. När hastigheten ökas kommer luftmotståndet att börja motverka gravitationskraften på partiklarna, och bäddens volym att öka eftersom partiklarna börjar röra sig bort ifrån varandra. Om hastigheten ökas ytterligare kommer den att nå ett kritiskt värde där luftmotståndet exakt tar ut gravitationskraften, vilket gör att partiklarna suspenderas i fluiden. Vid denna punkt sägs bädden vara fluidiserad och uppvisar ett fluid-liknande tillstånd. Vid ytterligare ökningar av hastigheten kommer bäddens volym att öka, och fluidiseringen bli allt kraftigare tills partiklarna inte längre formar en bädd utan transporteras iväg med fluiden.
Bubblande fluidiserad bädd, är en variant av fluidiserad bädd som bygger på att man skapar en stationär bädd genom att ha en låg lufthastighet, vilket får bädden att bete sig som en kokande vätska. Till skillnad från cirkulerande fluidiserad bädd så cirkulerar inte bäddmaterialet utan bäddmaterialet fluidiserar och stannar intill pannbotten. 

## Tillämpningar
Fluidiserade bäddar används idag i mycket stor skala, speciellt i kraftverk. Förbränningen sker där i en fluidiserad bädd av till exempel sand. Fluidiserade bäddar är även mycket vanliga som reaktorer.
Den första kommersiella tillämpningen i stor skala av tekniken kom i början av 1940-talet. Det var en krackning med hjälp av en fluidiserad katalysator (FCC-processen) där tyngre oljeprodukter omvandlades till bensin. Kolbeläggningar på ytan av katalysatorn inaktiverade den på mindre än en sekund. Men med en teknik där fluidiserade katalysatorpartiklar skickades mellan en fluidiserad reaktorbädd och en fluidiserad förbränningsbädd kunde kolbeläggningarna tas bort från katalysatorn samtidigt som förbränningsvärmet kunde användas till att driva den endoterma krackningsreaktionen. 
I slutet av 1970-talet började en process med en fluidiserad bädd att användas för produktion av polyeten. Detta gjorde att tillverkningskostnaden sänktes betydligt och gjorde polyeten ekonomiskt lönsam att använda i många nya sammanhang. Polymerisationsreaktionen är exoterm och den fluidiserade bädden möjliggör en kraftig omblandning som motverkar förekomsten av så kallade "hot spots", heta områden där polyetenpartiklarna annars skulle smälta. En liknande process används för syntes av polypropen.
I dagsläget använder sig de flesta processer som utvecklas för industriell produktion av nanorör av kol av en fluidiserad bädd.